# 広島県道251号後山公園洗谷線
広島県道251号後山公園洗谷線（ひろしまけんどう251ごう うしろやまこうえんあらいだにせん）は、広島県福山市を通る一般県道である。

## 概要
福山市鞆町後地から福山市水呑町に至る。観光目的で建設された道路で、愛称は福山グリーンラインである。
沼隈半島東部にそびえる熊ケ峰などの標高300 - 400 m級の山々の尾根を通るため、福山市街地・鞆の浦や燧灘（ひうちなだ）の島々、尾道水道などを見ることのできる眺望の良い路線である。
開通当初は有料道路であったが、わずか6年で無料開放のやむなきに至った。その背景の一つには本路線から観光地の鞆の浦に通じる道がどれも狭く、広島県道22号福山鞆線のバイパスとして十分機能しなかったことが挙げられる。すでに無料開放から四半世紀が経過しているが、この点は今も変わっていない。しかしスポーツバイク愛好家の間では市街地から手軽に行ける距離にあるヒルクライム名所として人気である。

### 路線データ
- 起点：福山市鞆町後地（広島県道47号鞆松永線交点）
- 終点：福山市水呑町（洗谷三差路交差点、広島県道22号福山鞆線交点、広島県道72号福山沼隈線起点）
- 実延長：14.4 km
- 異常気象時通行規制区間：福山市鞆町後地（起点） - 福山市瀬戸町長和（14.4 km）
- 夜間通行規制区間：福山市鞆町後地（起点） - 福山市瀬戸町長和（14.1 km、23:00 - 翌5:00）

## 歴史
- 1970年（昭和45年）7月21日 - 広島県告示第630号により広島県道109号後山公園洗谷線に指定される。
- 1972年（昭和47年）11月1日 - 県道番号再編により現行の県道番号に変更される。
- 1974年（昭和49年）4月1日 - 福山グリーンライン（正式名称：後山道路）供用開始に伴い全線が開通する（当時は有料道路だった）。
- 1980年（昭和55年）4月1日 - 交通量が少ないことに伴う経営不振によりわずか6年で無料開放される。
- 1985年（昭和60年） - 自動二輪車の通行が禁止される。
- 2004年（平成16年）7月1日 - 犯罪防止のため福山グリーンラインの大部分（14.4 km中14.1 km）が夜間自動車通行止めになる[注釈 1]。
- 2005年（平成17年）2月1日 - 沼隈郡沼隈町が福山市に編入されたことに伴い全線が福山市域を通る路線になる。
- 2018年（平成30年）6月23日 - 1985年（昭和60年）から続いていた自動二輪車の通行禁止が解除される。

## 路線状況
自動二輪車通行禁止規制を予告する標識は本路線に接続する県道や市道にいくつか立てられているが、単に規制開始地点までの距離しか書かれていないため紛らわしい。
路線名称からすれば終点は福山市水呑町・洗谷三差路であるが、広島県道72号福山沼隈線との重用区間には本路線の存在を示すものは一切なく、福山グリーンラインの終点が本路線の終点であると思っている人が多い。広島県道72号福山沼隈線は1994年（平成6年）以前は広島県道388号下山南（しもさんな）福山線であり、番号は本路線が若かったのだが、それでも重用区間には広島県道388号下山南福山線の県道標識しかなかった。
本路線の県道標識は福山市瀬戸町長和・福山グリーンライン北側入口近くの上り線に一つある。
夜間の自動車の通行は禁止されているが、遮断機などはない。全体的に勾配やカーブが多く、いわゆるワインディングロードである。二輪規制はともかく夜間通行止めは違法競走型暴走族対策もあると思われる。当然ながら広島県警察福山西警察署はパトロールを強化しているようである。

### 通称
- 福山グリーンライン

### 重複区間
- 広島県道72号福山沼隈線（福山市瀬戸町長和 - 福山市水呑町・洗谷三差路（終点））

### 道路施設

#### トンネル
- 室浜トンネル：延長105 m、1974年（昭和49年）竣工、福山市

## 地理

### 通過する自治体
- 福山市

### 交差する道路
| 交差する道路                                             | 交差する場所 | 交差する場所            |
| -------------------------------------------------------- | ------------ | ----------------------- |
| 広島県道47号鞆松永線                                     | 鞆町後地     | 起点                    |
| 広島県道72号福山沼隈線 重複区間起点                      | 瀬戸町長和   |                         |
| 広島県道22号福山鞆線 広島県道72号福山沼隈線 重複区間終点 | 水呑町       | 洗谷三差路交差点 / 終点 |

### 沿線
- 鞆の浦
- 中川美術館
- ファミリーパーク
- 熊ヶ峰 - 標高437.9 m
- 彦山 - 標高430.1 m